# Obersdorf (Wilnsdorf)
Obersdorf ist ein Ortsteil der Gemeinde Wilnsdorf im Kreis Siegen-Wittgenstein in Nordrhein-Westfalen.

## Lage
Obersdorf liegt im Siegerland in einer sehr waldreichen Region unweit des Rothaargebirges. Die höchste Erhebung im Ortsgebiet ist der Homberg mit 451,4 m ü. NN. Im Süden liegt der Dillberg mit 405,9 m ü. NN. Obersdorf hat eine Fläche von 4,32 km².
Rödgen ist ein Teil Obersdorfs und liegt an der Bundesstraße 54, nordöstlich vom alten Obersdorfer Ortskern. Im Laufe der Zeit sind die beiden ehemals eigenständigen Siedlungen zusammengewachsen.
Nachbarorte von Obersdorf sind Niederdielfen im Nordosten, Oberdielfen im Osten, Wilnsdorf im Südosten, Rinsdorf im Süden, Eisern (zu Siegen) im Südwesten und Siegen im Nordwesten.

## Geschichte
Bereits am 4. März 1328 wurde der Ort Rödgen erstmals erwähnt. In der Urkunde ist die Rede von einem Pastor zu „Rode“. Dieser hatte seit 1400 sein eigenes Kirchspiel.
1417 wurde Obersdorf selbst erstmals urkundlich erwähnt unter dem Namen „Operstorff“. 1467 wurde eine Pestepidemie erwähnt, unter der wahrscheinlich viele Obersdorfer ihr Leben ließen. 1480 wurde Rödgen ein eigenständiges Kirchspiel. 1563 gab es in Obersdorf 13 Häuser und 71 Einwohner. 1600 brannte es nieder. 1724 bestand Obersdorf aus 19 Häusern, wovon 14 von Reformierten und 5 von Katholiken bewohnt wurden und es bekam 1740 ein Kapellenschule, die 1919 abgerissen wurde, um ein Transformatorenhaus zu errichten.  1773 lebten in Obersdorf 115, in dem noch abgetrennten Rödgen 36 Menschen. 1782 wurde die evangelische Kirche in Rödgen errichtet, die katholische Kirche teilte sich ihren Kirchturm mit der evangelischen Kirche, sie wurde 1788 eingeweiht. 1815 hatte Obersdorf 217 Einwohner, davon waren 147 Reformierte und 70 Katholiken. 1816 wurde Obersdorf preußisch.
1872 wurde die erste evangelische Schule im Ort gebaut. 
1906 erfolgte die Gründung der Freiwilligen Feuerwehr in Obersdorf.
Am 14. November 1921 wurde Obersdorf an die Stromversorgung angeschlossen. 1925 wurde eine neue, größere evangelische Schule anstelle der älteren gebaut. 1937 bestanden in Obersdorf 100 Häuser. 1967 feierte der Ort sein 550-jähriges Bestehen.
Am 1. Januar 1969 wurde das Amt Wilnsdorf aufgelöst und die bis dahin eigenständige Gemeinde Obersdorf im Zuge der kommunalen Neugliederung in die neue Großgemeinde Wilnsdorf eingegliedert.
2007/08 wurden die Obersdorfer Ortsdurchfahrt saniert und ein neues Wohngebiet erschlossen.

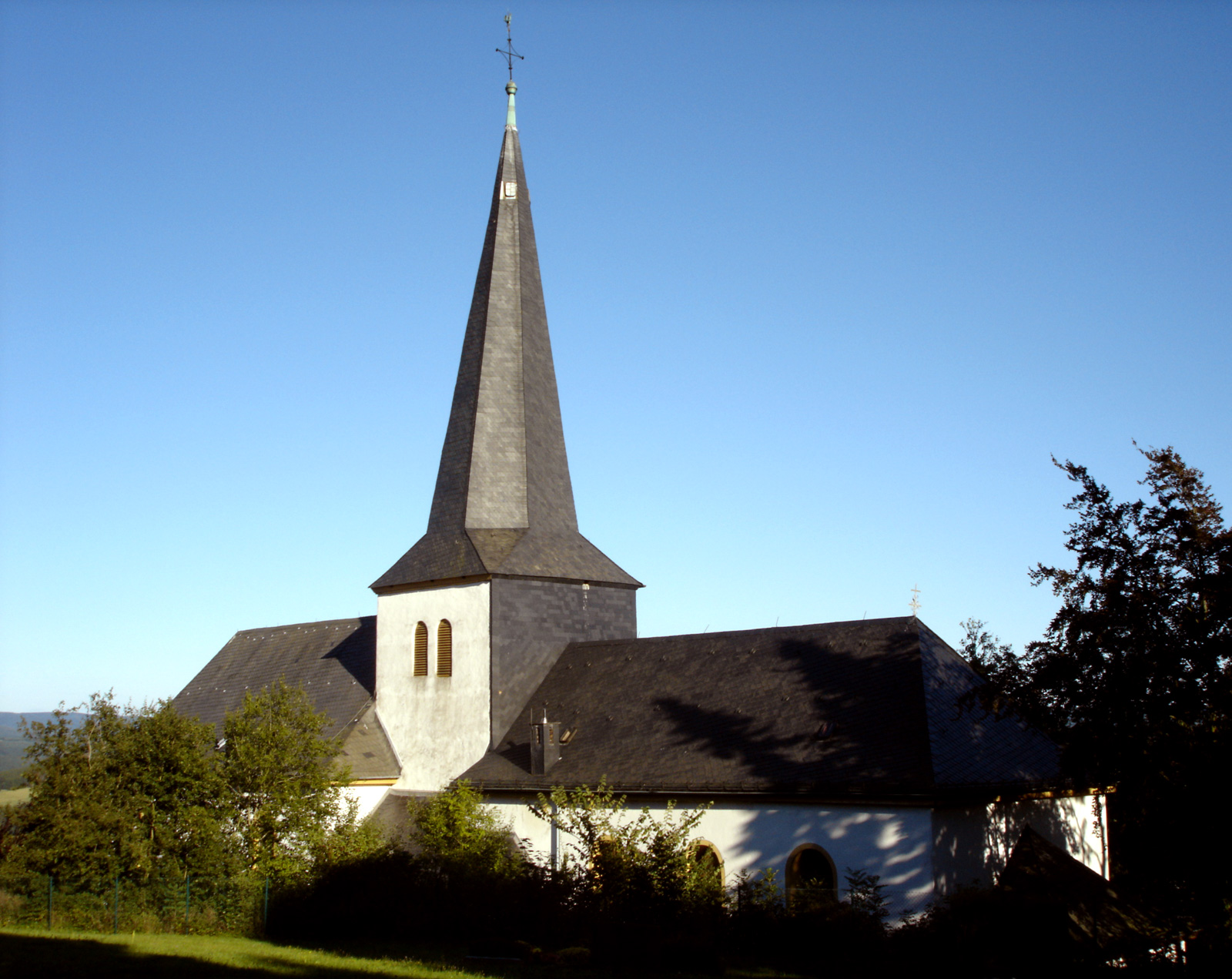
Der Kirchturm in Rödgen gehört zu zwei Kirchenschiffen
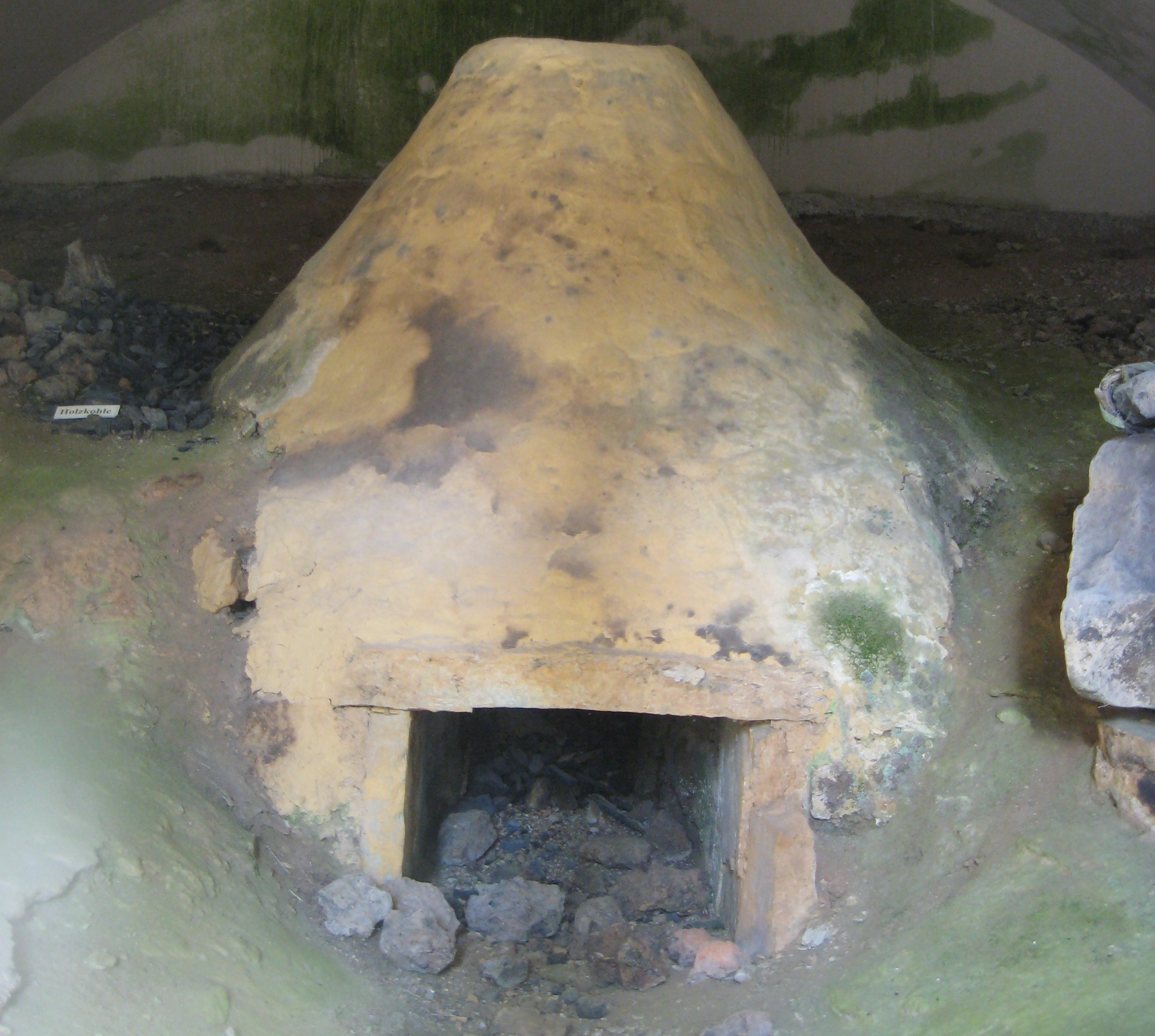
La-Tène-Ofen
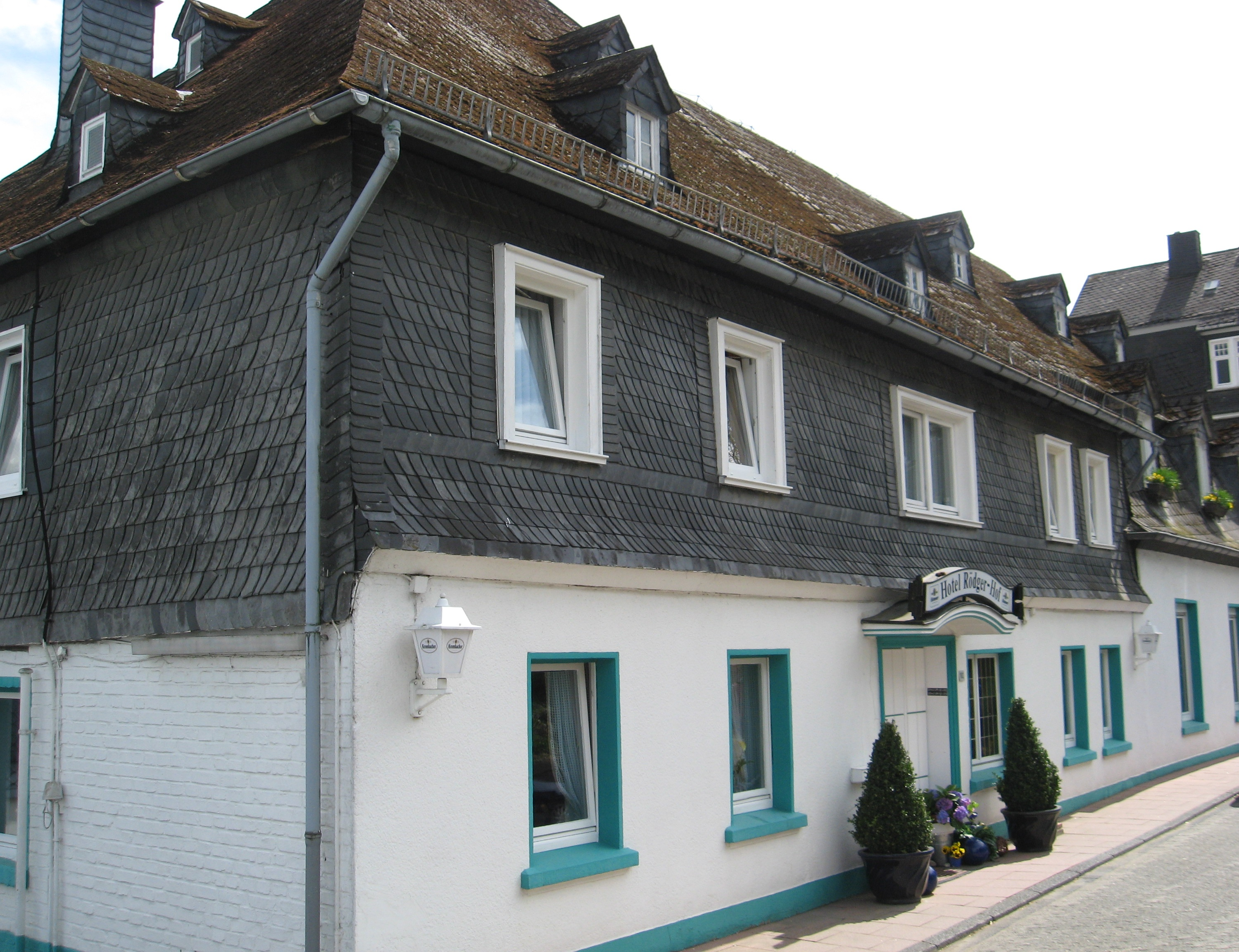
Rödger Hof
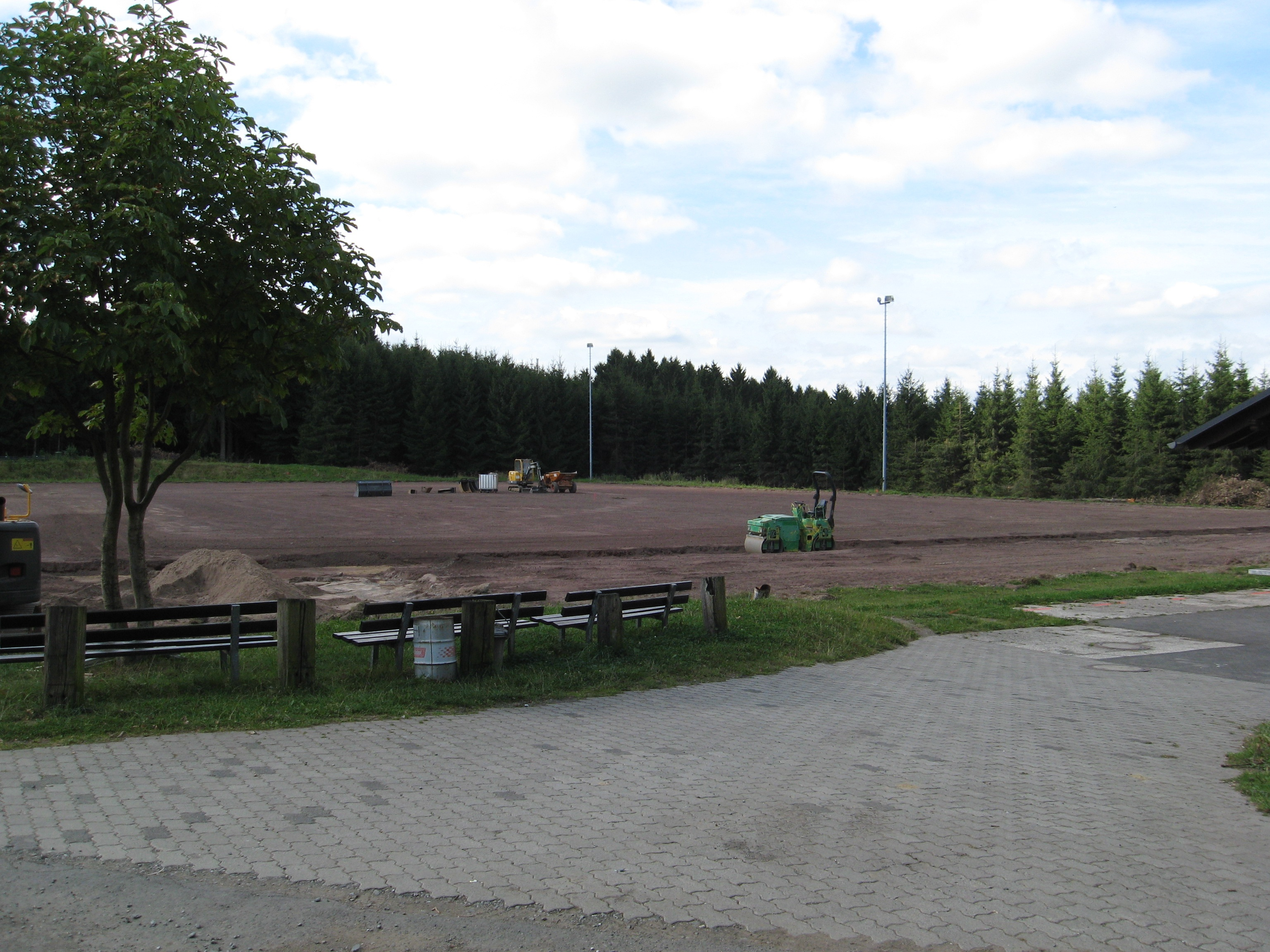
Sanierter Sportplatz

### Einwohnerzahlen
Einwohnerzahlen des Ortes:
| Jahr | Einwohner |
| ---- | --------- |
| 1563 | 71        |
| 1773 | 151       |
| 1815 | 217       |
| 1818 | 246       |
| 1885 | 368       |
| 1895 | 384       |
| 1905 | 435       |
| 1910 | 490       |
| 1925 | 560       |
| 1933 | 599       |

| Jahr | Einwohner |
| ---- | --------- |
| 1939 | 594       |
| 1950 | 809       |
| 1961 | 986       |
| 1967 | 1306      |
| 1969 | 1382      |
| 1991 | 1856      |
| 1994 | 1939      |
| 2005 | 1923      |

| Jahr | Einwohner |
| ---- | --------- |
| 2006 | 1916      |
| 2007 | 1931      |
| 2008 | 1954      |
| 2009 | 1980      |
| 2010 | 1973      |
| 2011 | 1983      |
| 2012 | 1987      |
| 2013 | 1987      |

| Jahr | Einwohner |
| ---- | --------- |
| 2014 | 2047      |
| 2015 | 2117      |
| 2016 | 2172      |
| 2017 | 2181      |

Anmerkungen: Zahlen 1969 / ab 1994 jeweils am 31. Dezember; 1991 am 31. März. Im Jahr 2012 wurde mit 2006 Einwohnern am 30. Juni die 2000er-Marke überschritten, die Einwohnerzahl fiel bis zum Jahresende jedoch wieder unter diese Marke.

### Gruben
In Obersdorf gab es folgende Gruben:
- Brüderschaft (1869–1877) in Rödgen.
- Erstes Glück (1847–1903), gehörte ab 1848 zu Prinz Friedrich.
- Handbeil (vor 1812–1903, Handbeil und Pickhardt), wurde 1838 neu verliehen und gehörte ab 1848 zu Prinz Friedrich. Es existierten ein Oberer Stollen und ein Tiefer Stollen. Es wurde Spateisenstein abgebaut.
- Prinz Friedrich (1848–1903), gehörte zu Ameise in Eisern. Im September 2007 kam es beim 88 m tiefen Schacht Blaue Hessel der Grube zu einem Tagesbruch.
- Rex, ab 1903 (Eisenstein); kam 1916 zu den Rheinische Stahlwerken in Duisburg-Meiderich
- Silberquelle (vor 1874–1911), gehörte zu Eisernhardter Tiefbau  im Bergrevier Burbach und es wurden hauptsächlich Spateisenstein und Bleierz, jedoch auch Buntmetallerze, wie Kupfer-, Zink- und Nickelerz gewonnen. Die Grube stellt am 7. September 1893 ihre Förderung ein.[17] Ab 1906 wird in der Grube Ameise gearbeitet, sie geht 1938 in den Besitz der Eisernhardter Tiefbau über.[4] Ab 1874 wurde Tiefbau betrieben, ihre Teufe betrug 180 m.

## Infrastruktur und Verkehrsanbindung
Der Teil Rödgen liegt an der Bundesstraße 54 zwischen Wilnsdorf und Siegen. Der Kernort Obersdorf liegt allerdings abseits an der vor dem Ort abzweigenden Landstraße 909. Über den Anschluss „Siegen-Süd“ ist Obersdorf an die Bundesautobahn 45 angebunden.
Industrie ist im Ort nicht ansässig. Obersdorf verfügt über einen Kindergarten sowie einen Bolzplatz, einen 2009 sanierten Sportplatz und eine Turnhalle. Die Grundschule wurde nach dem Schuljahr 2013/14 geschlossen.

## Sehenswürdigkeiten
Durch die oberflächennah vorkommenden Eisenerze, welche in Pingen gewonnen werden konnten, reicht die Periode der Eisenverhüttung im Siegerland schon bis in die Latènezeit 500 v. Chr. zurück. Davon zeugt der auf dem Homberg gelegen eisenzeitliche Windofen Silberquelle im Ort.
St. Johannes Baptist (Rödgen) ist eine historische Kirche von 1328 mit einem evangelischen und einem katholischen Teil.

## Persönlichkeiten
- Paul Stenger (1865–1940), Sanitätsoffizier, HNO-Arzt und Hochschullehrer
- Carl Jung-Dörfler (1879–1927), Kunstmaler
- Friedrich Wilhelm Müller (1897–1952), Politiker (NSDAP)
- Wilhelm Schmidt (1898–1965), Dichter
- Sabrina Mockenhaupt (* 1980), Leichtathletin, wohnhaft in Obersdorf